# Sinjevo
Sinjevo är ett samhälle i Bosnien och Hercegovina.   Det ligger i entiteten Republika Srpska, i den centrala delen av landet, 19 km öster om huvudstaden Sarajevo. Sinjevo ligger 1 043 meter över havet och antalet invånare är 285.
Terrängen runt Sinjevo är kuperad. Runt Sinjevo är det ganska tätbefolkat, med 67 invånare per kvadratkilometer.. Närmaste större samhälle är Sarajevo, 19,2 km väster om Sinjevo. 
Omgivningarna runt Sinjevo är en mosaik av jordbruksmark och naturlig växtlighet.